# مارکو کومپولامپی
مارکو کومپولامپی (فنلاندی: Markku Kumpulampi؛ زادهٔ ۲۱ مهٔ ۱۹۳۹) بازیکن فوتبال اهل فنلاند بود.
وی همچنین در تیم ملی فوتبال فنلاند بازی کرده‌است.